# Helgi Petersen
Helgi Petersen (Runavík, 5 aprile 1978) è un ex calciatore faroese, di ruolo centrocampista.